# Risa Nishioka
Risa Nishioka, född 3 mars 1997, är en japansk basketspelare. 
Nishioka deltog vid olympiska sommarspelen 2020 och var en del av Japans lag som blev utslagna i kvartsfinalen i tremannabasket.